# Sgt. Fury y sus Comandos Aulladores
Sgt. Fury y sus Comandos Aulladores fue una serie de cómics creada por Stan Lee y Jack Kirby y publicada por Marvel Comics desde 1963 hasta 1981. El personaje principal, el sargento Nick Fury, más tarde se convirtió en el líder de la agencia de super-espías de Marvel, S.H.I.E.L.D. El título también incluía Comandos Aulladores, una unidad ficticia de la Segunda Guerra Mundial que apareció por primera vez en Sgt. Fury y sus Comandos Aulladores # 1 (mayo de 1963).

## Historial de publicaciones
Stan Lee ha descrito la serie Sgt. Fury y sus Comandos Aulladores se produjeron debido a una apuesta con su editor, Martin Goodman, de que el estilo Lee-Kirby podría hacer que un libro se venda, incluso con el peor título que Lee pudiera inventar. Lee explicó esa afirmación en una entrevista de 2007, respondiendo a la sugerencia de que el título de la serie no parecía necesariamente malo:

Lo hizo en ese momento. Antes que nada, era demasiado tiempo para un título; no teníamos ninguno que fuera de seis palabras. Y "Aullar" era una palabra larga, y "Comandos" era una palabra larga. Recibí el nombre de "Comandos aulladores" porque en el Ejército había un grupo llamado Screaming Eagles. Y me encantó el sonido de eso. Así que pensé que tendríamos los Comandos Aulladores.

El Comic-artista contemporáneo John Severin recordó en una entrevista realizada en la década de 2000 que a finales de 1950, Kirby le había acercado a ser socios en un sindicado , periódico tira cómica "establecido en Europa durante la Segunda Guerra Mundial, el héroe sería un duro, sargento que mata cigarros con un escuadrón de GIs extravagantes, una especie de Niños Comandos adultos", en referencia a una serie de cómics de la" pandilla de niños "de la guerra de 1940 que Kirby había cocreado para DC Comics.
Sgt. Fury y sus Comandos Aulladores siguieron una unidad especial de élite, el Primer Escuadrón de Ataque, apodado los "Comandos Aulladores", que estaba estacionado en una base militar en Inglaterra para combatir misiones principalmente, pero no exclusivamente, en el teatro europeo de la Segunda Guerra Mundial. Bajo el capitán "Happy Sam" Sawyer, Fury era la no comandante de los cigarros que dirigía la unidad integrada racial y étnicamente, algo inusual para la época. Incluso a principios de la década de 1960, Lee se vio obligado a enviar una nota al separador de colores de la imprenta para confirmar que el personaje Gabe Jones era afroamericano, después de que el personaje apareciera con el caucásico, colorear en el primer número.
La serie publicó 167 números (mayo de 1963 - diciembre de 1981), aunque con reimpresiones alternadas con nuevas historias del número 80 (septiembre de 1970), y solo en reimpresiones posteriores al número 120 (julio de 1974); en este punto, el título formal con derechos de autor en los indicios, que había sido simplemente sargento. Fury , se cambió para que coincida con el logotipo de la cubierta con marca registrada, Sgt. Fury y sus Comandos Aulladores. Después de siete números de los creadores Lee y Kirby (que volvió a colaborar en el número 13 y en las páginas de apertura y cierre del n.°18), el dibujante Dick Ayers comenzó su larga temporada en lo que sería su firma series, dibujando con lápiz 95 números, incluyendo dos de longitud extra-anuales. John Severin más tarde se unió como inker, formando un equipo galardonado de larga trayectoria; además, tendría problemas con el lápiz y la tinta # 44-46. Los otros únicos dibujantes de la serie llegaron a un tema cada uno por Tom Sutton (que Ayers dijo que era "hecho esa vez que pedí un permiso y una reasignación") y Herb Trimpe ("Nos mezclaron a Trimpe y a mí, [él] a Fury y [me] y Severin en The Incredible Hulk" recordó Ayers).
Roy Thomas siguió a Lee como escritor, seguido por Gary Friedrich, para quien esto también se convirtió en una serie de firmas. Ayers dijo en 1977, "Stan Lee dejó Fury primero a Roy Thomas porque los superhéroes estaban ganando popularidad en ese momento, era mejor concentrarse en ellos", refiriéndose a la creciente línea de cómics de superhéroes del joven Marvel, como Los Cuatro Fantásticos y The Amazing Spider-Man. "¡Debo admitir que me molestaba un poco esos superhéroes que se llevaban a Stan de Fury! 
Friedrich comenzó como co-scripter de números # 42-44 (mayo-julio de 1967). El equipo de Friedrich-Ayers-Severin comenzó en serio, sin embargo, con # 45 (agosto de 1967), el primero de lo que serían varias de las historias de "The" de la serie: "The War Lover", una exploración sombreada de un disparador -feliz soldado y la línea trazada, incluso en guerra, entre asesinato y asesinato. Atrevida por el momento, cuando la opinión pública mayoritaria aún apoyaba la Guerra de Vietnam no declarada, la historia equilibraba los problemas actuales al tiempo que demostraba que incluso en lo que se conoce como "una guerra justa ", prevalece una moralidad más amplia. Como observó un escritor en la década de 1970, 

Sgt. Fury # 45 tomó una postura moralista firme para el resto de la serie al estrenar lo que se convertiría en una de las series más aclamadas de cómics: la serie de Gary Friedich "The", que comienza con "The War Lover". ... Las historias futuras de esa manera - todas menos una escritas por Friedrich - se centrarían en lo que la guerra podría hacerle a "The Assassin" (# 51), la tragedia de un hombre convertido en liquidador contratado, su familia secuestrada por el Gestapo de Hitler; "The Informer" (# 57), una observación sobre lealtad y confianza, escenificada en un campo de prisioneros de guerra alemanes ; "The Peacemonger" (# 64) [sobre un objetor de conciencia de la Segunda Guerra Mundial]; "The Deserter" (# 75),; "The All-American" (# 81), la historia de Al Kurzrok sobre un hombre [atrapado] entre los microcosmos gemelos del deporte y la guerra; y, en última instancia, "The Reporter" (# 110), un relato de un periodista frente a la [pregunta de] cuándo podría perderse una vida humana? Muchos piensan, también, que el cuento # 46, "They Also Serve", debería incluirse ... porque esa historia podría haber sido tan fácilmente llamada "The Medic"...

En su mejor momento, el arte de Ayers en sargento. Fury mostró "un narrador claro y franco, excelente en planos medios con un fondo sutilmente fuera de foco. Mezcló paneles grandes con delgados o pequeños para el movimiento, y a menudo proporcionaba panoramas vastos, cinemascópicos para que sus escritores trabajaran.... [E] ven en una escena que normalmente sería estática, podrías sentir a sus personajes respirando ". Inker Severin "llevó el arte aún más lejos, colocando tintas oscuras y rasposas" que le dieron arenilla a los lápices de Ayers. Al propio Ayers "le gustaron inmensamente los resultados del trabajo de John Severin sobre el sargento Fury ", dijo en 1977. "Agregó detalles más allá de lo que yo había puesto. Siempre parecía ir un paso más allá".
Friedrich continuó hasta el n. ° 83 (enero de 1971), y la última parte de esta carrera tuvo problemas de reimpresión alternando con historias nuevas. Regresó por los números pares del número 94-114 (enero de 1972 - noviembre de 1973).
Sgt. Fury corrió al mismo tiempo que otras dos series de Marvel World War II de corta vida, el Capt. Savage y Leatherneck Raiders (más tarde titulado Captain Savage y Battlefield Raiders), que duraron 19 números desde 1968-1970; y Combat Kelly y The Deadly Dozen, que duró nueve números de 1972-1973. Invitado de los Aulladores actuó en el # 6 y # 11 de la serie anterior, y el # 4 de este último.
Lee explicó la transición de la serie a las reimpresiones: "... tanto correo de admiradores llegó de lectores que querían más del sargento Fury, pero no teníamos tiempo, no tenía los hombres para dibujarlo, no lo hice". "Tenemos tiempo para escribirlo, y estábamos ocupados con otras cosas, así que empezamos a reimprimir los libros y, curiosamente, ¡las versiones de reimpresión de Sgt. Fury se vendieron tan bien como las originales!" [14] El número final, # 167 (diciembre de 1981) reimprimió el primer número. 
Aparecieron siete publicaciones anuales, la primera titulada Sgt. Fury y su Howling Commandos Special King Size Annual # 1 (1965), y el resto titulado Sgt. Fury y sus Howles Commanding King-Size Special # 2-7 (1966 - noviembre de 1971), con guion y sin "Anual". Los últimos tres contienen solo reimpresiones, salvo una secuencia de encuadre de 10 páginas en el n. ° 6. En las publicaciones anuales # 1 y # 3, los Howlers se reunieron para una misión especial cada uno en la guerra de Corea y la Guerra de Vietnam, respectivamente; el número 2 anual los encontró asaltando las playas de Normandía el Día D en 1944, y el número 4 anual fue un flashback de la Batalla de las Ardenas.
Una historia de los últimos días fue publicada en Sgt. Fury y sus Comandos Aulladores # 1 (julio de 2009), como se lee el logo de la portada; sus indicios de copyright leen Sgt. Fury & His Howling Commandos One-Shot # 1. La historia de 32 páginas, "Shotgun Opera", fue escrita por el escritor Jesse Alexander y el artista John Paul Leon.

## Personajes
Además de Fury, la unidad especial de élite de los Rangers del Ejército de los EE. UU. apodado Comandos Aulladores consistía en
- Cabo Timothy Aloysius Cadwallader "Dum Dum" Dugan - Un ex hombre fuerte del circo, Dum Dum es la buena mano derecha de Fury. De vez en cuando se refiere a su esposa ("ugh!") En Boston y a su suegra ("¡doble ugh!") Como razones por las que se alistó, prefiriendo luchar contra los nazis para tratar con ellos.
- Cabo Isadore "Izzy" Cohen - El primer héroe estadounidense de historietas judía demostrable . Izzy es un maestro mecánico.
- Cabo Gabriel Jones - Un afroamericano que sirve en unaunidad integrada, aunque las fuerzas armadas de los EE. UU. No se integraron en la vida real hasta después de la guerra, en 1948)
- Cabo Dino Manelli - Está inspirado en Dean Martin . Un actor de cine de capa y espada, nacido en Italia, Dino se alistó para devolverle al país que le dio tanto. Él habla fluidamente italiano y alemán.
- Cabo Robert "Rebel" Ralston - un ex jinete del país Kentucky Bluegrass.
- Cabo "Pinky" Pinkerton - Modelado de manera informal después de la vida real El actor y actor de cine David Niven, este soldado británico reemplazó a Juniper en el número 8 (julio de 1964).
- Cabo Jonathan "Junior" Juniper - En un movimiento inusual y audaz para los cómics en el momento, Junior murió en acción después de algunos problemas (# 4, noviembre de 1963). Como escribió un historiador de historietas en 1999, "Hoy eso no es gran cosa, pero en 1963, los héroes de los cómics simplemente no murieron, no permanentemente, de todos modos. De repente, con la muerte de Juniper 'Junior', la serie adquirió cierto prestigio. ahora se juega como un drama de guerra de la vida real donde la gente muere y nunca regresa. Te preguntas quién sería el siguiente ".
- Cabo Eric Koenig - Un desertor de la Alemania nazi que se unió al escuadrón en el número 27 (febrero de 1966).

## Historia del equipo ficticio
En el número 34 (septiembre de 1966) se muestra que un joven Nick Fury con su amigo Red Hargrove, abandonó el barrio de su infancia para perseguir sus sueños de aventura, y finalmente se decidió por un audaz acto de aviación. Sus acrobacias que desafían a la muerte llamaron la atención del teniente Samuel "Happy Sam" Sawyer cuando Fury y Hargrove estaban entrenando comandos británicos en paracaidismo de bajo nivel. Sawyer estaba sirviendo con los Comandos británicos en 1940 y recibió entrenamiento de Fury. Sawyer los alistó para una misión especial en los Países Bajos. Nick y Red se unieron más tarde al Ejército de los EE. UU., Con Fury recibiendo entrenamiento básico bajo el sargento Bass en Fort Dixen Nueva Jersey. Tanto Fury como Red estaban estacionados en Schofield Barracks, Oahu, Hawái cuando la Marina Imperial Japonesa atacó la base el 7 de diciembre de 1941, y Red estuvo entre los muchos muertos en el ataque a Pearl Harbor.
Sawyer, reclutó a seleccionados Rangers del ejército de EE. UU. A su compañía "Able". Sawyer asignó a Fury el comando del Primer Escuadrón de Ataque, apodado los "Comandos Aulladores". Ellos y el ataque Segundo Escuadrón (los "Maulers", encabezados por el sargento. "Bull" McGiveney, con el cabo. "Ricketts" Johnson), y, más tarde, Jim Morita a su escuadra Nisen, estaban estacionados en una base militar en Inglaterra para combatir misiones especializadas, principalmente, pero no exclusivamente, en el teatro europeo de la Segunda Guerra Mundial, yendo eventualmente a lugares tan lejanos como el teatro del Pacífico , África , y, una vez cada uno,Frente ruso . Fury se enamoró de una enfermera inglesa, Pamela Hawley, que murió en un bombardeo en Londres antes de poder proponerle matrimonio. 
La asignación más temprana (pero no la primera publicada) de los Comandos Aulladores ocurrió en el otoño de 1942. Debían recuperar al científico británico de cohetes Dr. MacMillan de una base militar alemana en la Noruega ocupada. Su éxito llamó la atención del primer ministro británico Winston Churchill, quien incorporó la unidad al ejército británico y le dio el título de "Comandos".
Los aulladores lucharon contra personas como el general alemán Erwin Rommel y la intolerancia entre los escuadrones, a menudo en la misma historia. Los antagonistas incluyeron al Barón Strucker, los enemigos del Capitán América, el Barón Zemo y el Cráneo Rojo (el protegido de Adolf Hitler), y otros villanos del Eje . Los Aulladores se encontraron con el agente de Office de Strategic Services, Reed Richards (más tarde Mister Fantástico de los Cuatro Fantásticos) en el número 3 (septiembre de 1963), y lucharon junto al Capitán América y Bucky en el n.º 13 (diciembre de 1964).
Se reunieron para misiones en la guerra de Corea, donde Fury recibió un ascenso de campo a teniente, y la Guerra de Vietnam, cada uno en un especial anual de verano, así como en una gala de reunión de ficción actual en el número 100 (julio de 1972).

## En otros medios

### Televisión

#### Animación
- Los Comandos Aulladores aparecen en un cameo de la serie animada X-Men de la década de 1990, en el episodio "Old Soldiers". Aparecen en los momentos finales del episodio para rescatar al Capitán América y Wolverine de la fortaleza de Red Skull.
- Dum Dum Dugan, Gabe Jones e Izzy Cohen aparecieron en el episodio "Wrath of the Red Skull" en The Super Hero Squad Show. Mientras Nick Fury se muestra en un flashback, los otros tres parcialmente sombreados.
- Dugan, Jones, Rebel Ralston, Izzy Cohen, Dino Manelli, Pinky Pinkerton, James Howlett (también conocido como Logan) y Jack Fury (el padre de Nick Fury) aparecen en The Avengers: Earth's Mightiest Heroes "Conoce al Capitán América". Más tarde reaparecen en el episodio "The Fall of Asgard" como ilusiones.

#### Acción en vivo
- En la serie de Agents of S.H.I.E.L.D., episodio, "La única luz en la oscuridad", el agente de S.H.I.E.L.D., Antoine Triplett se identifica como el nieto de un Comando Aullador. En el episodio "Ragtag", Triplett consigue algo del equipo viejo de su abuelo para el equipo. Tanto Dum Dum Dugan como Jim Morita aparecen en un flashback en el episodio estreno de la temporada 2 "Shadows", dirigido por Peggy Carter, con Neal McDonough y Kenneth Choi repitiendo sus papeles de la película Capitán América: el primer vengador[11]
- En el episodio de Agent Carter "The Iron Ceiling", el equipo reaparece liderado por Dugan, con Neal McDonough repitiendo su papel. Su número incluye a Happy Sam Sawyer (Leonard Roberts), Junior Juniper (James Austin Kerr) y Pinky Pinkerton (Richard Short).[12] Juniper revela que fue él quien inventó el nombre de "Comandos Aulladores", para gran consternación de Sawyer.

### Película
- Aunque sin nombre como grupo, Comandos Aulladores aparece en la película de 2011 Capitán América: el primer vengador. El guionista Christopher Markus explicó: "Son comandos y en un momento hacen aullidos. Se los llama Comandos Aulladores en el guion, pero nadie dice eso en voz alta".[13] Su número incluye a Bucky Barnes (Sebastian Stan), Dum Dum Dugan (Neal McDonough), Gabe Jones (Derek Luke), Montgomery Falsworth (JJ Feild), Jim Morita (Kenneth Choi) y Jacques Dernier (Bruno Ricci).[14] En febrero de 2010, el director Johnston declaró que el súper equipo de la Segunda Guerra Mundial, los Invasores aparecería en "toda la segunda mitad" de la película,[15] aunque luego explicó que " los Invasores " se habían discutido simplemente como un posible nombre para el escuadrón de comandos que encabeza Capitán América en la película.[13] En la secuela Captain America: The Winter Soldier, el equipo se identifica específicamente como Comandos Aulladores, en la narración de una exhibición en el Smithsonian.

### Videojuego
- En el videojuego Captain America: Super Soldier, los miembros: Bucky, Falsworth, Dugan y Falsworth son NPC.